# Derek Johnstone
Derek Joseph Johnstone (Dundee, 4 novembre 1953) è un allenatore di calcio ed ex calciatore scozzese.
È stato una bandiera dei Rangers di Glasgow con cui ha collezionato un totale di 546 presenze e 210 gol. Ha vinto 14 trofei.
È ricordato per la sua versatilità: il suo ruolo principale era quello di attaccante ma in carriera è stato talvolta schierato anche come difensore centrale o centrocampista.
Nel 2008 è stato introdotto nella Hall of Fame del calcio scozzese.

## Palmarès

### Giocatore

#### Club

##### Competizioni nazionali
- Campionato scozzese: 3

Rangers: 1974-1975, 1975-1976, 1977-1978
- Coppa di Scozia: 5

Rangers: 1972-1973, 1975-1976, 1977-1978, 1978-1979, 1980-1981
- Coppa di Lega scozzese: 5

Rangers: 1970-1971, 1975-1976, 1977-1978, 1978-1979, 1981-1982
- Second Division: 1

Chelsea: 1983-1984

##### Competizioni internazionali
- Coppa delle Coppe: 1

Rangers: 1971-1972

#### Individuale
- Giocatore dell'anno della SFWA: 1

1978
- Giocatore dell'anno della SPFA: 1

1978
- Capocannoniere del campionato scozzese: 1

1978